# Bruggematen
Bruggematen is een natuurgebied op de oostzijde van de Eem bij Eembrugge in de provincie Utrecht. Bruggematen ligt ten noorden van de N414 tegenover het Ocrieteiland op de oostelijke oever van de Eem. De benaming maat werd vroeger gebruikt voor hooiland. Natuurmonumenten is eigenaar van het gebied. 

## Dijkverzwaring en natuurcompensatie
In het verleden zorgden sloten bij hoge waterstanden voor afvoer van het water naar de Eem. Door de snelle afvoer uit de uiterwaard kon het land worden bewerkt. Door de verlaging van de waterstanden verdroogde het gebied steeds meer. 
Het waterschap ontwikkelde het gebied in 2015 tot natuur als natuurcompensatie voor de dijkverbetering langs primaire waterkering de Eem. Een deel van de afgegraven klei werd daarbij gebruikt voor de verbetering van de Eemlandse dijk en de Slaagse dijk. De bij de dijkverzwaring ontstane schade werd gecompenseerd door riet en bomen aan te planten en dijken te bekleden met bloemrijke grasmatten.
Natte natuuromstandigheden werden opnieuw verkregen door de uiterwaarden 10 tot 60 cm af te graven. Door de aanleg van natuurgebieden in de uiterwaarden van de Eem kan deze rivier als verbinding in de beschermde ecologische hoofdstructuur van Nederland beter functioneren. Het Grebbeliniepad, een klompenpad, voert door het gebied.

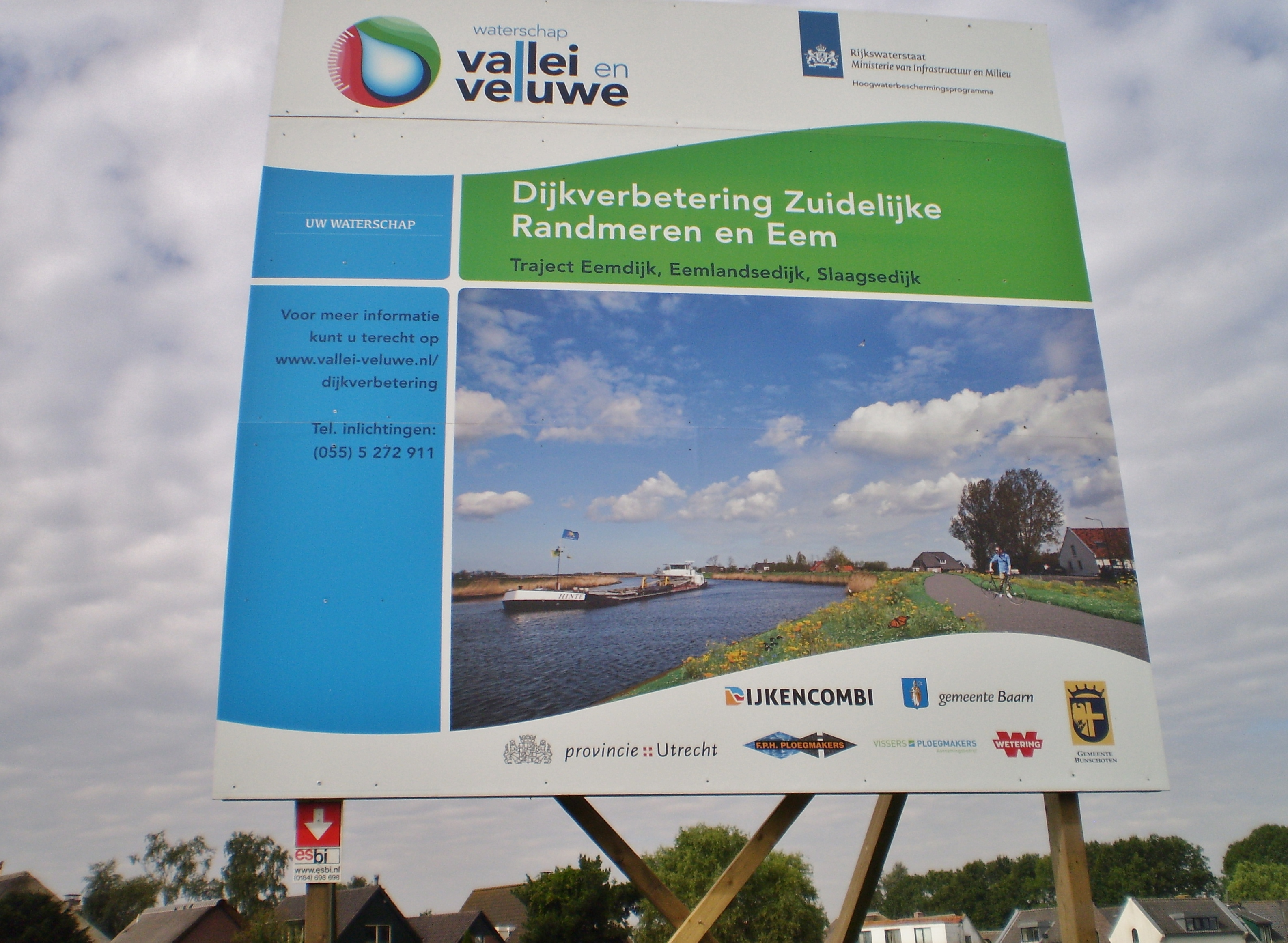
Dijkverbetering Zuidelijke Randmeren en Eem
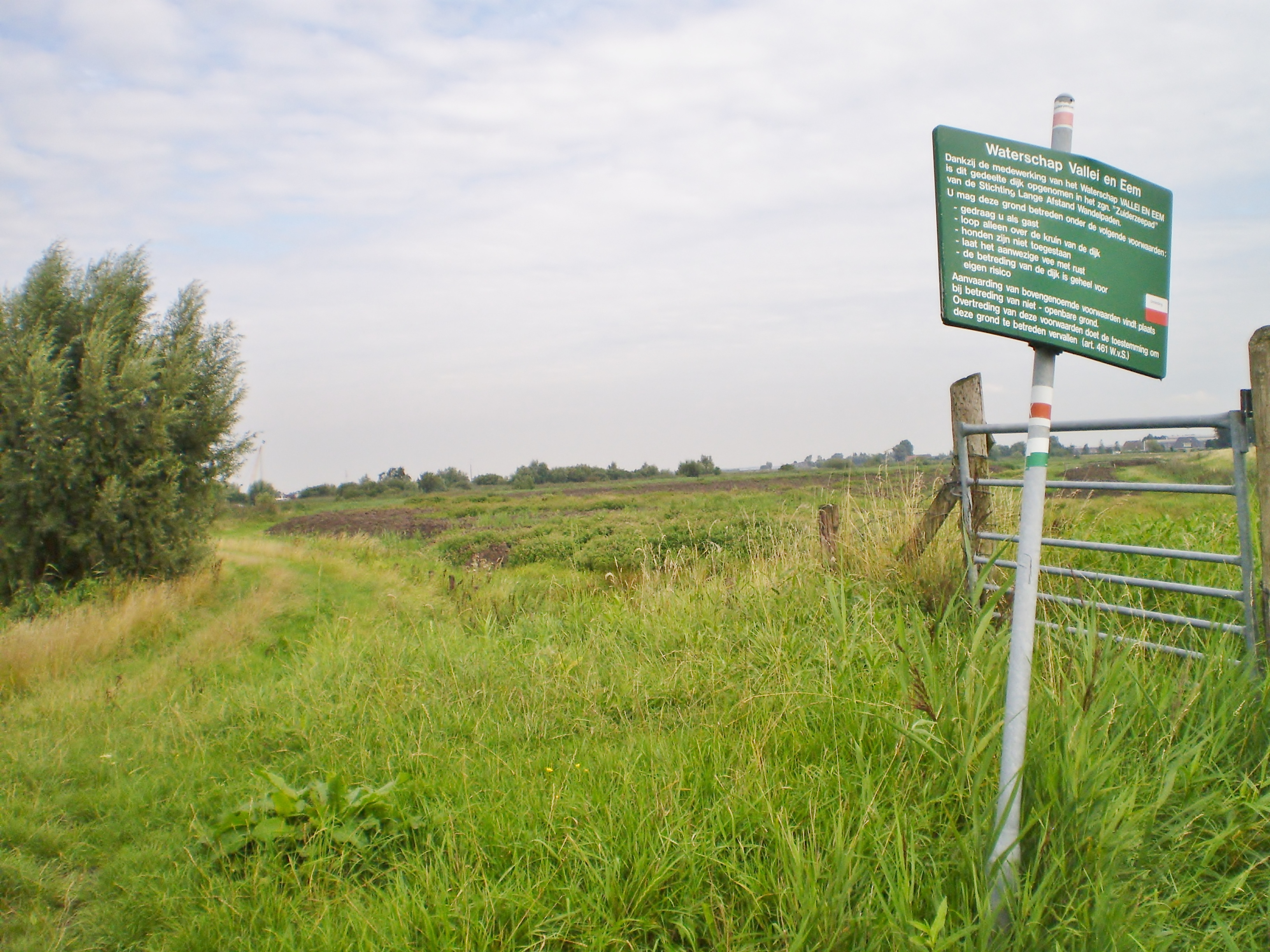
Zuiderzeepad bij  Bruggematen
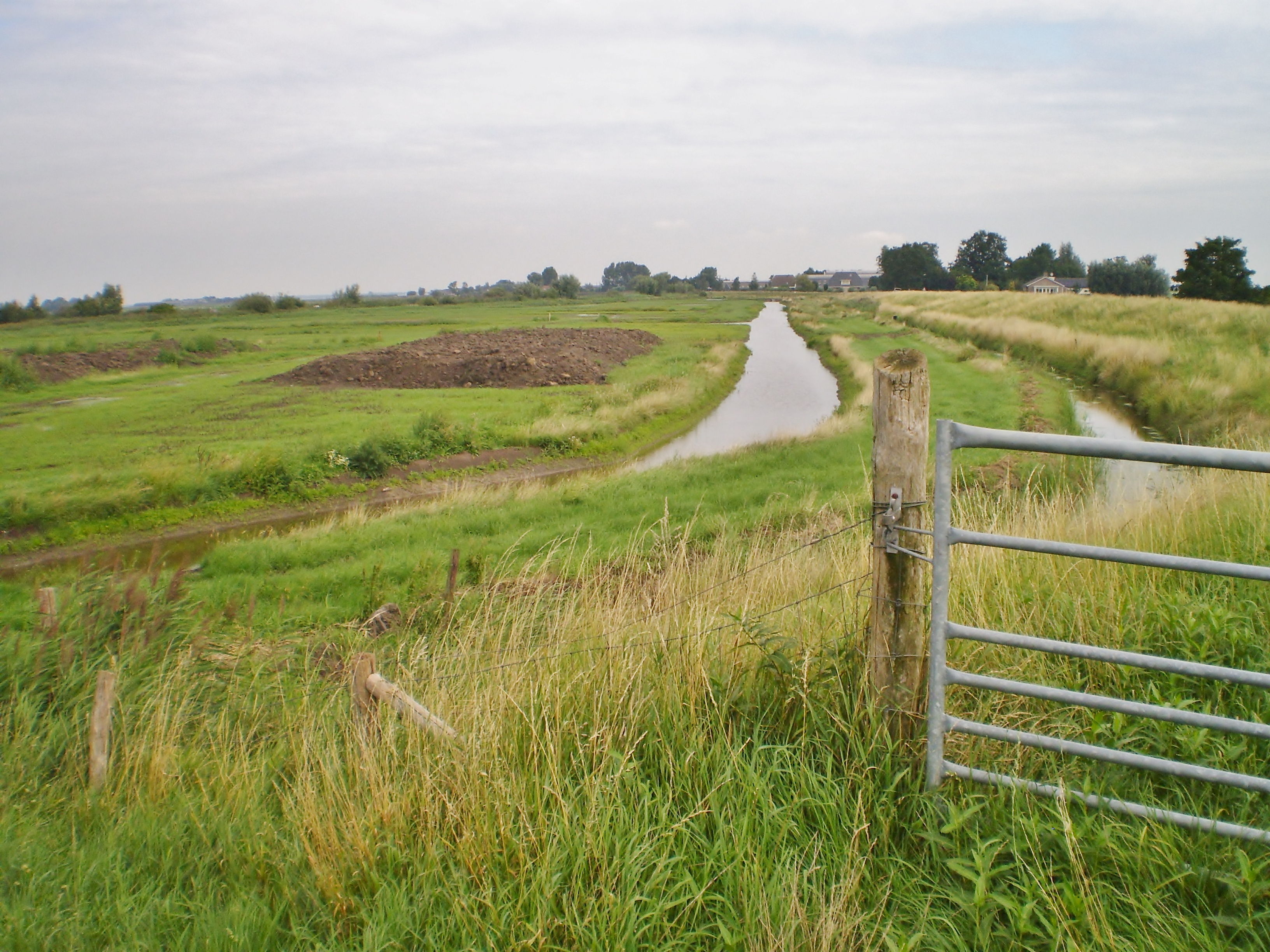
Bruggematen in noordelijke richting